# Séverine Corvilain
Séverine Corvilain (* 10. April 1989) ist eine belgische Badmintonspielerin. 

## Karriere
Séverine Corvilain wurde 2007 Titelträgerin bei den belgischen Juniorenmeisterschaften im Mixed mit Damien Maquet. 2008, 2009 und 2011 wurde sie Meisterin im Damendoppel der Erwachsenen mit Steffi Annys. Beide starten gemeinsam auch bei der Weltmeisterschaft des letztgenannten Jahres, schieden dort jedoch schon in der ersten Runde aus.

## Sportliche Erfolge
| Saison    | Veranstaltung                               | Disziplin   | Platz | Name                               |
| --------- | ------------------------------------------- | ----------- | ----- | ---------------------------------- |
| 2006/2007 | Belgien: Einzelmeisterschaften der Junioren | Mixed       | 1     | Damien Maquet / Séverine Corvilain |
| 2007/2008 | Belgien: Einzelmeisterschaften              | Damendoppel | 1     | Séverine Corvilain / Steffi Annys  |
| 2008/2009 | Belgien: Einzelmeisterschaften              | Damendoppel | 1     | Séverine Corvilain / Steffi Annys  |
| 2010/2011 | Belgien: Einzelmeisterschaften              | Damendoppel | 1     | Séverine Corvilain / Steffi Annys  |
| 2013      | Belgien: Einzelmeisterschaften              | Damendoppel | 2     | Séverine Corvilain / Steffi Annys  |